# AMD Instinct
AMD Instinct 是 AMD 的專業 GPU 品牌。它在 2016 年取代了 AMD 的 FirePro S 品牌。與主流消費/遊戲產品的 Radeon 品牌相比，Instinct 產品線旨在加速深度學習、人工神經網絡和高性能計算/GPGPU 應用。
Radeon Instinct 產品線直接與 Nvidia 的 Ampere 和 Intel Xeon Phi 以及即將推出的 Intel Xe 系列機器學習和 GPGPU 卡競爭。
在 2020 年 11 月推出 MI100 之前，Instinct 系列被稱為 AMD Radeon Instinct，AMD 從其名稱中去掉了 Radeon 品牌。
基於（AMD CPU 和）AMD Instinct GPU 的超級計算機現在以超過 50% 的領先優勢在 Green500 超級計算機列表中名列前茅項目。 TOP500榜單第一名，前沿，便是採用之。

## 产品
三款最初的 Radeon Instinct 產品於 2016 年 12 月 12 日發布，並於 2017 年 6 月 20 日發布，每款產品都基於不同的架構。

### MI 6
MI6 是基於 Polaris 10 的被動冷卻卡，具有 16 GB 的 GDDR5 內存和 <150 W TDP。在 5.7 TFLOPS（FP16 和 FP32）時，MI6 預計將主要用於推理，而不是神經網絡訓練。 MI6 的峰值雙精度 (FP64) 計算性能為 358 GFLOPS。

### MI 8
MI8 是基於 Fiji 的卡，類似於 R9 Nano，預計 TDP <175W。 MI8 具有 4 GB 的高帶寬內存。在 8.2 TFLOPS（FP16 和 FP32）時，MI8 被標記為推理。 MI8 具有峰值 (FP64) 雙精度計算性能 512 GFLOPS

### MI 25
MI25 是基於 Vega 的卡，使用 HBM2 內存。使用 FP32 數字，MI25 性能預計為 12.3 TFLOPS。與 MI6 和 MI8 相比，MI25 在使用較低精度的數字時能夠提高性能，因此在使用 FP16 數字時有望達到 24.6 TFLOPS。 MI25 的額定 TDP 為 <300W，採用被動冷卻。 MI25 還以 1/16 的速率提供 768 GFLOPS 峰值雙精度 (FP64)。

## 软件

### ROCm
自 2022 年起，以下软件将重新组合到 Radeon 开放计算元项目下。

#### MxGPU
MI6、MI8 和 MI25 產品均支持 AMD 的 MxGPU 虛擬化技術，支持多用戶共享 GPU 資源。

#### 米开
MIOpen 是 AMD 的深度學習庫，可實現深度學習的 GPU 加速。其中大部分擴展了 GPUOpen 的 Boltzmann Initiative 軟件。這是為了與 Nvidia 的 CUDA 庫的深度學習部分競爭。它支持深度學習框架：Theano、Caffe、TensorFlow、MXNet、Microsoft Cognitive Toolkit、Torch 和 Chainer。除了支持通過 AMD 的 Heterogeneous-compute Interface for Portability 和 Heterogeneous Compute Compiler 編譯 CUDA 之外，OpenCL 和 Python 還支持編程。

## 延伸阅读
- ROCm – AMD 的开放式计算软件堆栈
- AMD FirePro – AMD Radeon Instinct 的前身
- AMD Radeon Pro - AMD 的工作站显卡和 GPGPU 解决方案
- Nvidia Quadro – Nvidia 的竞争工作站图形解决方案
- Nvidia Tesla – Nvidia 的竞争 GPGPU 解决方案
- Xeon Phi -英特尔竞争的大规模并行多核处理器系列
- AMD 图形处理单元列表